# Igor Ledjahov
Igor Ledjahov, ruski nogometaš, * 22. maj 1968.
Za sovjetsko reprezentanco je odigral 7 uradnih tekem in dosegel en gol, za rusko reprezentanco je odigral 8 uradnih tekem.